# Cooperativa bancaria de Belgrado
La construcción del nuevo edificio de la Cooperativa bancaria de Belgrado coincide con la época inmediatamente posterior al cambio dinástico, cuando tras el asesinato de Alejandro Obrenović, llega al poder la dinastía Karađorđević, lo que causa el cambio del sistema de gobierno. El régimen autocrático fue sustituido por el sistema liberal burgués de Pedro I de Serbia y junto con las libertades civiles se experimenta un general empuje económico.

## Historia
La cooperativa de Belgrado para ayuda mutua y ahorro fue fundada en 1882, gracias a la iniciativa de un grupo de comerciantes belgradenses, con el propósito de financiar actividades empresariales. En aquella época, esta institución representaba una forma moderna de conceder préstamos y una manera más avanzada para avivar el mercado y  la circulación de bienes dentro de una economía capitalista. A partir de 1897, cuando se fundó el Departamento de Seguros, aparte de la actividad bancaria, la cooperativa se desarrolló cada vez más como una compañía de seguros. Como tal funcionó hasta 1944 y fue una de las instituciones más relevantes en esta área. Entre los presidentes de la Cooperativa destacan algunas personalidades conocidas en la vida comercial y financiera de Serbia – su organizador y principal impulsor de la gran parte de sus actividades, Luka Ćelović, posteriormente patrocinador y mecenas de la Universidad de Belgrado, Kosta Taušanović y Lazar Paču, eminentes especialistas en finanzas de su tiempo, funcionarios públicos, políticos ilustres y estadistas, así como otros distinguidos empresarios, Đorđe Vajfert, Dimitrije Ćirković etc.
En la junta ordinaria de accionistas de la cooperativa, en 1897, se tomó la decisión de levantar un nuevo edificio y de adquirir los terrenos de los hermanos Krsmanović, los hermanos Gođevac, del Ayuntamiento de Belgrado, de Vuja Ranković y Luka Ćelović en el vecindario del antiguo Mercado pequeño a las orillas del río Sava. La construcción comenzó en primavera de 1905, corrió a cargo de la propia cooperativa y  terminó en 1907.

## El edificio

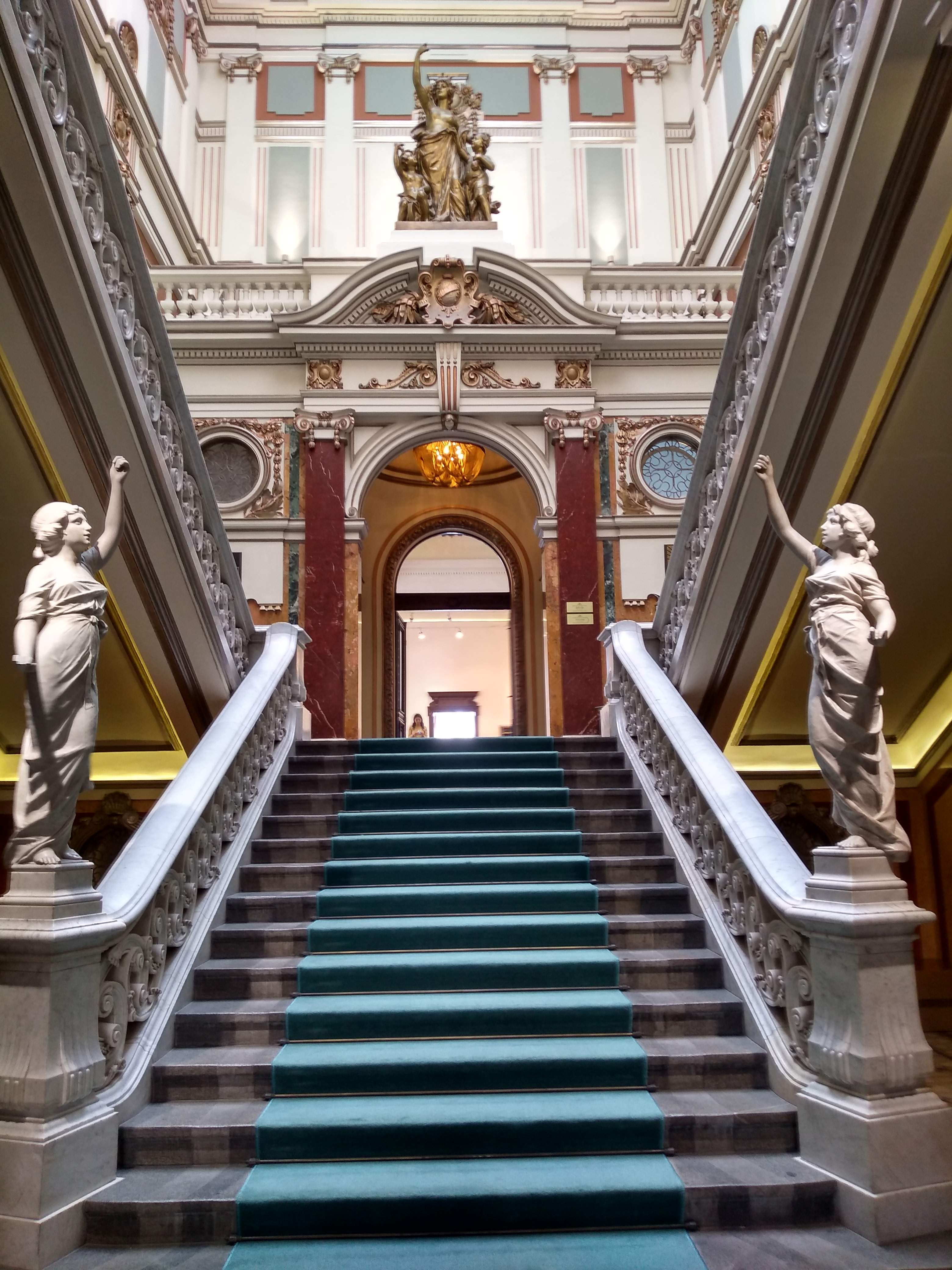
Interior del edificio, vista desde la entrada

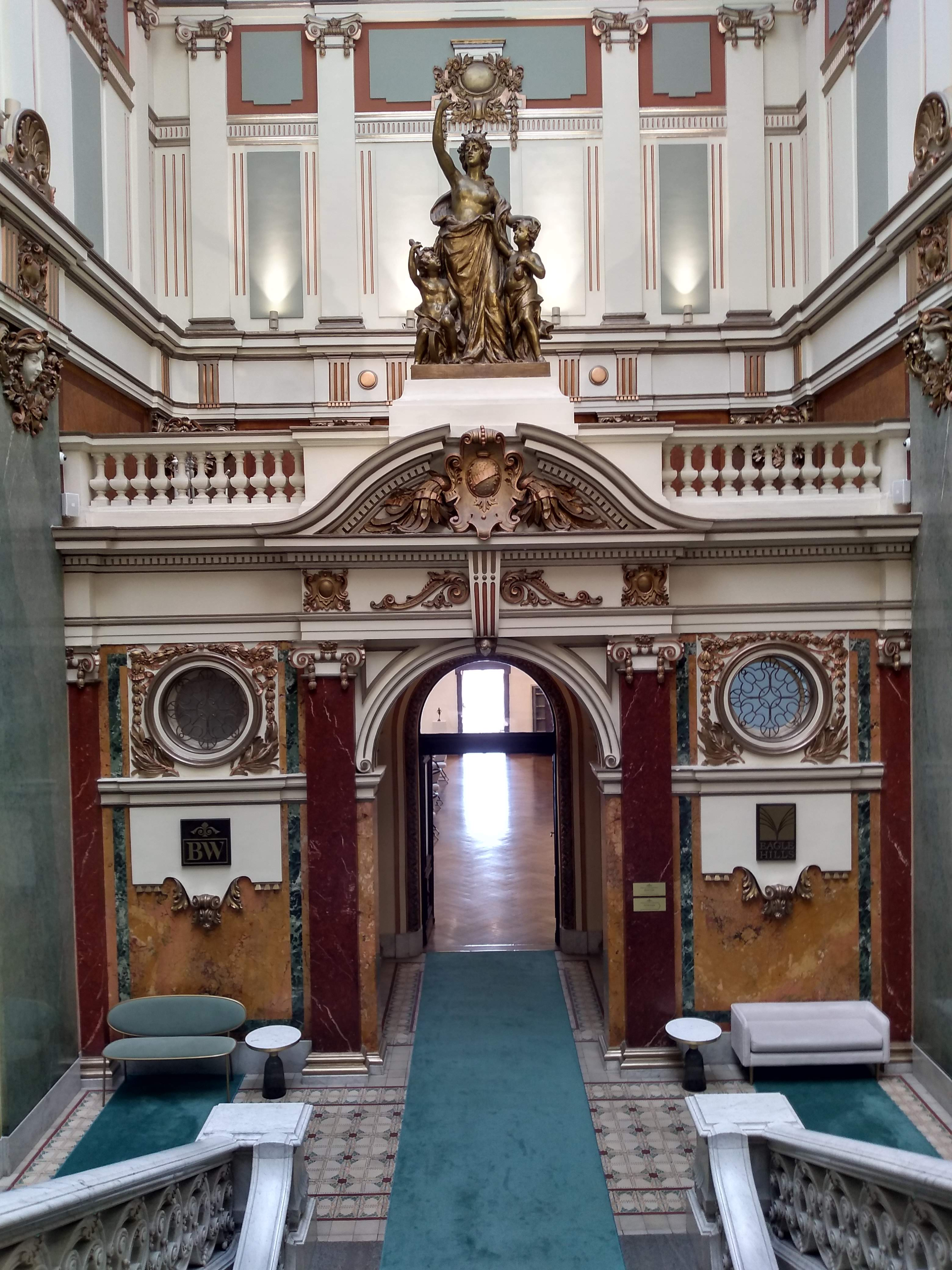
Vista hacia la entrada desde la galería de arriba

El edificio se construyó según el proyecto de los eminentes arquitectos de la época, profesores universitarios, Andra Stevanović y Nikola Nestorović. En gran parte fue edificado en la antigua zona de defensas ribereñas y por la cercanía del río Sava y aguas subterráneas, por primera vez en Belgrado algunos muros fueron reforzados con hormigón armado pero con hierro utilizado para prensas, ya que en aquella época no había hierro redondo en Belgrado. Los contratistas de las obras de construcción eran los hermanos Štok. Todo el material de piedra tallada fue elaborado por la empresa “Industrija ripanjskog granita” (Industria del granito de Ripanj). La decoración de las fachadas y los ornamentos decorativos y los de estuco fueron elaborados y montados por Franja Valdman, tallista, y los trabajos de pintura decorativa de la entrada principal por Bora Kovačević y Andreja Domeniko, mientras que las pinturas en vidrio son obra de R. Marković.
Inmediatamente después de la finalización de las obras, en 1907, el edificio fue ocupado por la Cooperativa y en él siguió hasta que fue suprimida como institución. Más tarde,  el usufructo del edificio se concedió al instituto de geología y geofísica “Jovan Žujović”.
Por su prestigio social, los únicos conceptos arquitectónicos posibles de aplicar al edificio de la Cooperativa de Belgrado fueron la representatividad y la monumentalidad. El edificio construido en estilo academicista, encontró sus modelos tanto en la arquitectura académica ecléctica como en la entonces contemporánea secesión. En un solar irregular se ha realizado una composición de planta y alzado en forma triangular, reflejando así el programa arquitectónico básico de manera sencilla y directa. La parte central, resaltada y discontinua, con la fachada principal orientada hacia la calle Karađorđeva, es la más representativa y en ella están situadas las dependencias públicas, mientras que las alas que dan a las calles Travnička y Hercegovačka, han sido diseñadas con un ritmo invariable y sosegado. Las alas del edificio están compuestas por elevaciones diferentes. El ala central tiene en la parte frontal, orientada a la calle, dos alturas – la zona de entrada y el salón de actos, en el centro está el vestíbulo que se extiende a través de ambas alturas y en la zona trasera se ubica la sala de ventanillas de una sola altura, mientras que ambas alas laterales tienen la planta baja y dos pisos de altura. En la planta baja de las alas laterales antes estaban situados los comercios y en los pisos las oficinas de gestión y administración de la Cooperativa de Belgrado, en un ala las oficinas del departamento bancario y en la otra las de seguros.
Se construyó con técnicas mixtas. Los sótanos, que se extienden por debajo del edificio completo, se hicieron de hormigón armado, con bóvedas prusianas. La mayor parte del edificio se construyó con métodos clásicos, de ladrillo con mortero de cal y solo parcialmente de hormigón armado. Los entablamentos son de arquitrabe en las alas laterales y en el ala central de arquitrabe y arco. La construcción de la linterna por encima de la escalera principal tiene forma de una reja metálica triangular. Los tejados con alero tienen poca inclinación y están coronados por las cúpulas. Las fachadas exteriores, que dan a las calles, en la zona de zócalos están cubiertas con paneles de piedra y ejecutadas en piedra artificial, mientras que las fachadas interiores, que dan al patio, están acabadas en mortero.
Los soportes constructivos aparte de las bóvedas, en trechos más anchos también constan  de columnas de mármol. La escalinata de triple acceso es de piedra y mármol, mientras que la auxiliar es de caracol y hecha de hierro. Las paredes interiores están acabadas en mortero y pintadas, en las dependencias representativas están decoradas con pintura mural e imitación de mármol, con las pilastras de capiteles dorados y aplicaciones polícromas en forma de máscaras femeninas. El entarimado es de parqué o de baldosas de terrazo. La decoración de las fachadas está hecha de piedra artificial y en el interior de estuco o de yeso.
Todos los motivos del sistema decorativo de la Cooperativa de Belgrado han sido prestados del repertorio de los estilos del Post-romanticismo, predominantemente del  Barroco, pero en consonancia con el espíritu de la época interpretados individualmente y adaptados a una particular expresión estilística. En la fachada frontal predomina una gran superficie acristalada por encima de la cual se sitúa la cúpula con coronamiento y flanqueada por un grupo escultórico que consta de una figura femenina, personificación de Serbia, y cuatro figuras infantiles que simbolizan las ramas económicas. En los nichos, en los resaltes laterales de la fachada principal, están las figuras de Mujer con colmena y Hombre con pergamino enrollado. Por analogía, en el interior del edificio, al principio de la escalera en el vestíbulo central, se encuentran dos figuras femeninas en forma de candelabros, mientras que por encima de la galería del vestíbulo principal se ubica una composición que consta de una figura femenina con corona, una vez más el símbolo de Serbia, y dos figuras infantiles que representan el sector bancario y el de seguros.
La figura de metal, probablemente importada, está dorada, al igual que toda la decoración en estuco. Los numerosos relieves en forma de máscaras femeninas se ubican en lo alto de las pilastras decorativas, por encima de las ventanas del primer piso y a la altura de las ventanas de la planta baja en las fachadas laterales, mientras que por encima de la entrada se encuentra la máscara de Mercurio. En el interior de la Cooperativa de Belgrado, en el salón de actos, la sala de ventanillas y en los vestíbulos, destaca la unión entre la arquitectura y las artes decorativas, especialmente valorada en la arquitectura europea de finales del siglo XIX y principios del XX, que también se denomina “síntesis de las artes”. Justamente esta “síntesis de las artes”, tan poco frecuente en la arquitectura belgradense, hace que la Cooperativa de Belgrado sea una creación singular.
Cada uno y todos los elementos decorativos, como las paredes  y bóvedas pintadas, esculturas libres, la decoración en estuco, las arañas o las aplicaciones en las paredes, los parapetos de vidrio pintados en la sala de ventanillas o superficies de cristal en las ventanas y la puerta de la gran sala, son un vivo testimonio de la especial importancia del edificio, lo que fue decisivo para que  se declarara monumento de cultura ya en 1966.

## Reconstrucción
Ha sido reformada varias veces a lo largo de su existencia. Las modificaciones más importantes de la estructura arquitectónica se realizaron en 1956/57 y en 1958/59. En aquellos años, el Instituto de geología y geofísica hizo levantar primero un tercer piso encima de ambas alas orientadas a las calles Travnička y  Hercegovačka, y luego tres pisos más en la zona central del patio de la antigua sala de ventanillas. Estas adiciones han cambiado por completo el aspecto general del edificio porque se quitaron las cúpulas de las alas, los áticos se convirtieron en pisos, se taparon los huecos en la planta baja, que en lugar de ser puertas de entrada de los comercios se transformaron en ventanas de las oficinas y se empobreció la cúpula de la fachada principal al haberle sido quitado el coronamiento, al igual que la misma fachada, de la que se retiró el reloj. La sala de ventanillas  ha permanecido en la planta baja, con la iluminación cenital pero ya no directa sino a través de un patio de luces formado por las paredes de la construcción añadida.
El palacio de la Cooperativa de Belgrado representa una de las obras más relevantes de la arquitectura de Belgrado y de Serbia del primer decenio del siglo XX y una de las creaciones inmejorables de los arquitectos Andra Stevanović y Nikola Nestorović. El concepto arquitectónico, el equilibrio entre los elementos funcionales y formales, la exuberante plástica escultórica y decorativa, la cohesión de los procedimientos estilísticos, la calidad de las obras constructivas, las nuevas técnicas y materiales de construcción, utilizados por primera vez, así como las demás características arquitectónicas contribuyen a la clasificación de este edificio entre los ejemplos más representativos de la arquitectura belgradense. El palacio de la Cooperativa de Belgrado es una de las pocas edificaciones que representan el inicio de la reconstrucción moderna de Belgrado a las orillas del río Sava.
La Cooperativa de Belgrado está catalogada como bien cultural de gran interés para la República de Serbia (Decisión, “Boletín Oficial SRS” n° 14/79).